# Прісцила Чан
Прісцила Чан (англ. Priscilla Chan; нар. 24 лютого 1985, Брейнтрі) — американська філантропка і педіатриня. Дружина Марка Цукерберга. Станом на 2015 вона і її чоловік обіцяли понад $1,6 мільярда на благодійні цілі. У грудні 2015 року вони зобов'язалися пожертвувати протягом свого життя 99 % своїх акцій Facebook, оцінених в $45 мільярдів, компанії Ініціатива Чан — Цукерберга, спрямованої на фінансування суспільно важливих проєктів.

## Біографія
Прісцилла Чан народилася в Брейнтрі, Массачусетс, і росла у Квінсі, за межами Бостона. Її батьки були етнічними китайськими біженцями, які втекли з В'єтнаму на човнах. Їй часто доводилося перекладати для її бабусі й дідуся. У Чан є дві молодші сестри. У 2003 році вона виступала з прощальною промовою на випускному вечорі Середньої школи Квінсі та була обрана «генієм класу» однокласниками. Чан — перша випускниця коледжу у своїй родині.
Вступила до Гарвардського університету, де почала зустрічатися з Марком Цукербергом. Завершила вищу освіту у 2007 році зі ступенем бакалавра з біології, також вивчила іспанську мову. Після церемонії вручення дипломів вона викладала в приватній Школі Harker протягом року, перш ніж вступити в медичну школу Каліфорнійського університету, Сан-Франциско, у 2008 році. Закінчила медичну освіту зі спеціалізацією в педіатрії влітку 2015 року. 
19 травня 2012 року, через день після розміщення акцій Facebook на фондовому ринку, одружилася з Цукербергом. 1 грудня 2015 року пара оголосила про народження дочки, Максими Чан Цукерберг. 28 серпня 2017 року народила другу дочку Август..

## Філантропія

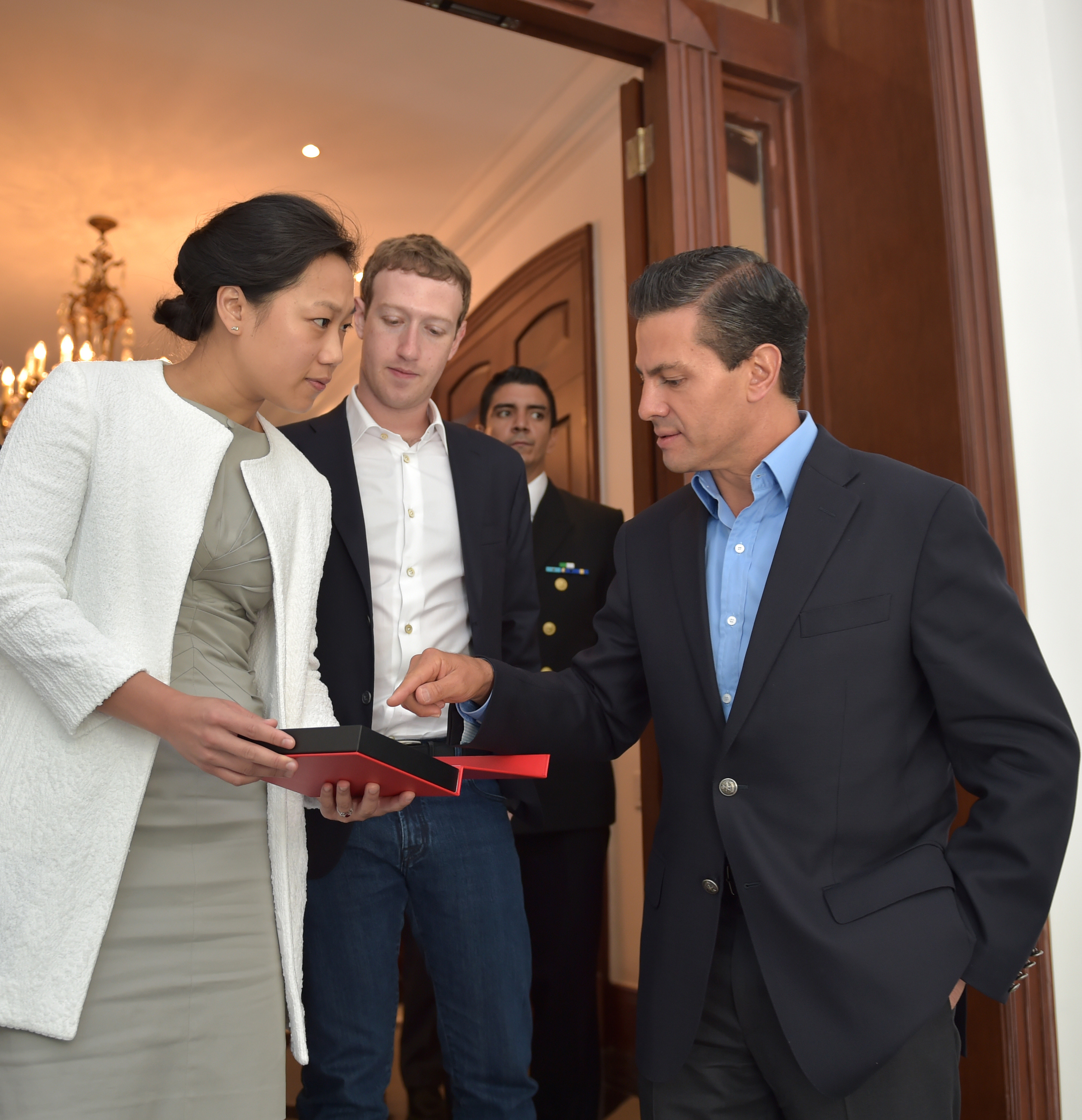
З президентом Мексики Енріке Пенья Ньєто, 2014

Цукерберг і Чан обіцяли приблизно $1,6 мільярда на благодійні установи, включаючи пожертву $75 мільйонів у Лікарні загального профілю Сан-Франциско, де працювала Чан. У 2013 році вони дали 18 мільйонів акцій Facebook (оцінений в понад $970 мільйонів) до Фонду Спільноти Кремнієвої Долини. Хроніка Філантропії помістила їх на другу сходинку в списку 50 найбільш щедрих американських філантропів протягом 2013 року. Вони також обіцяли $120 мільйонів державним школам в Сан-Франциско.
1 грудня 2015 року, у відкритому листі їх новонародженої дочки, Чан і Цукерберг зобов'язалися пожертвувати протягом свого життя 99 % своїх акцій Facebook, оцінених в $45 мільярдів, компанії Ініціатива Чан — Цукерберга, їх новій благодійній організації, спрямованої на фінансування охорони здоров'я та освіти.
Благодійні цілі Прісцилли Чан зосереджуються на освіті, охороні здоров'я та науки, які тісно пов'язані з її освітою. Вона мала сильний вплив на філантропічну діяльність сім'ї. 
Прісцила Чан планувала запустити Початкову школу у 2016 році, некомерційну організацію, яка забезпечить освіту K–12, у Східному Пало-Альто, Каліфорнія.